# Donkere marmermug
Donkere marmermug (Tipula varipennis) is een tweevleugelige uit de familie langpootmuggen (Tipulidae). De soort komt voor in het Palearctisch gebied.